# MEGANETOP

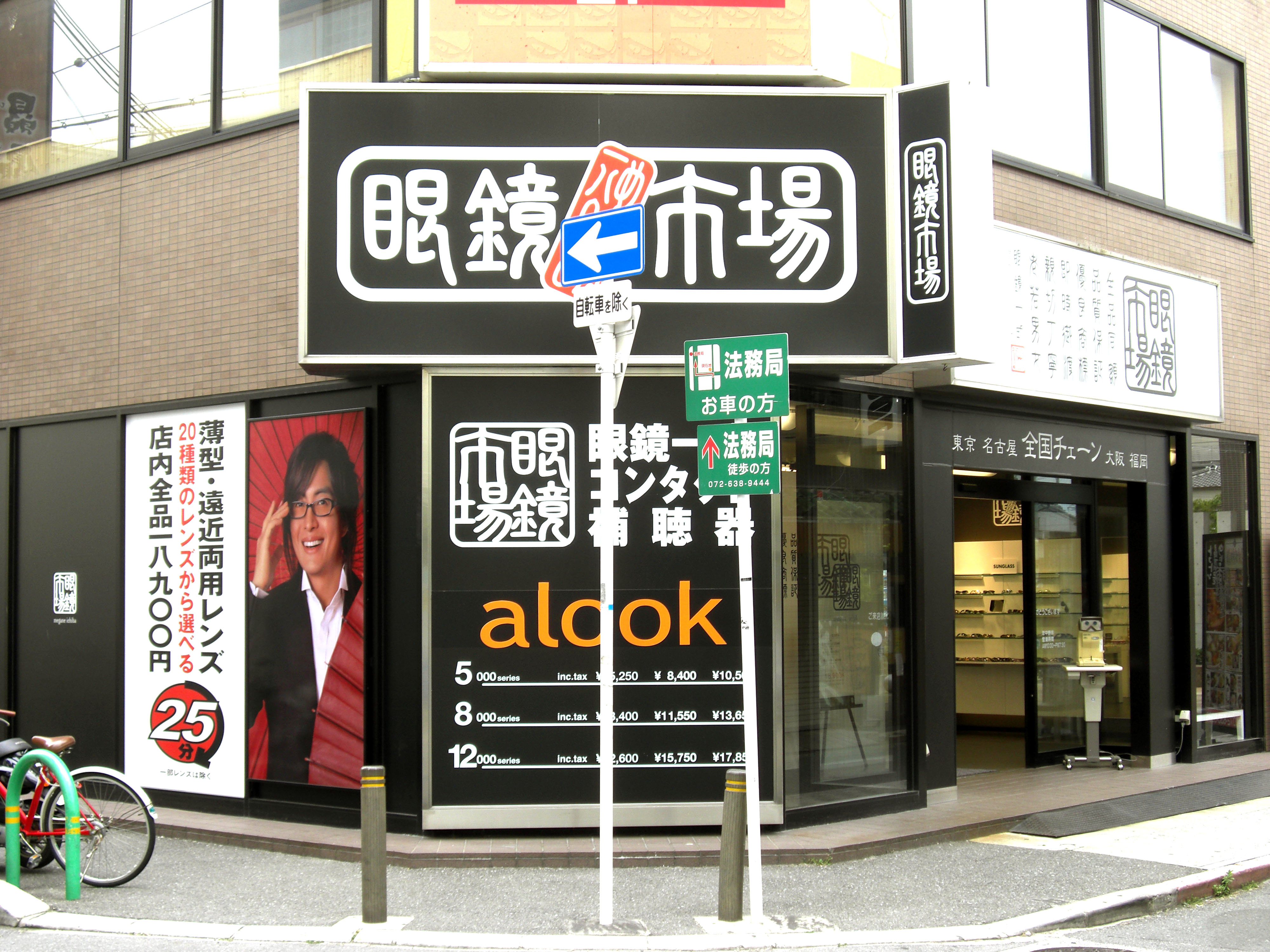
一間眼鏡市場門市

MEGANETOP (メガネトップ) 為日本服務業股票上市企業(東証1部 7541)，總部位於靜岡縣，1980年設立2000年股票上市，知名連鎖店「眼鏡市場」和「FIT ME」的品牌所有者。
該公司長期投資偵探連續劇相棒系列。

## 外部連結
- 眼鏡市場 （页面存档备份，存于）